# Amata ribbei
Amata ribbei là một loài bướm đêm thuộc phân họ Arctiinae, họ Erebidae.